# Basílio Teles
Basílio Teles (* 14. Februar 1866 in Porto; † 10. März 1923) war ein portugiesischer Schriftsteller und Politiker der Partido Republicano.

## Leben
Basílio Teles begann nach dem Besuch der Academia Politécnica ein Studium der Medizin an der Escola Médico Cirúrgica, das er 1875 jedoch nach einem Streit mit seinem Professor abbrach. Im Anschluss war er als Dozent für Literatur, Philosophie und Naturwissenschaften sowie als Journalist bei verschiedenen Literatur- und Politikzeitschriften tätig. Kurz darauf begann er sein politisches Engagement in der 1876 gegründeten Partido Republicano und war Redakteur verschiedener in Lissabon und Porto erscheinender Zeitschriften. Nach der Revolte vom 31. Januar 1891 gegen König Karl I. ging er ins Exil und kehrte erst nach einer Amnestie zurück. Nach seiner Rückkehr war er zwischen 1897 und 1899 sowie erneut von 1909 bis 1911 Mitglied des Vorstands der Partido Republicano beziehungsweise der 1911 gegründeten Partido Republicano Português.
Am 5. Oktober 1910 wurde Teles Finanzminister (Ministro das Financas) in der ersten Regierung der Ersten Portugiesischen Republik von Premierminister Teófilo Braga, wurde allerdings bereits eine Woche später am 12. Oktober 1910 von José Carlos de Mascarenhas Relvas abgelöst. Am 15. Mai 1915 übernahm er in der Regierung der Verfassungsjunta den Posten als Kriegsminister (Ministro da Guerra) und bekleidete diesen bis zum 17. Mai 1915, wobei er aber nicht formell vereidigt wurde.

## Veröffentlichungen
- Problema agrícola (credito e imposto), Porto, 1899
- Estudos históricos e económicos, 1901
- Introdução ao problema do trabalho nacional, 1902
- Do ultimatum ao 31 de janeiro, 1905